# ماندرشايد
مَنْدرشَيْد (بالألمانية: Manderscheid, Bernkastel-Wittlich) (نقحرة: ماندشايد برنكاستل ويتليش)هي بلدة ألمانية تقع في ألمانيا في راينلند بالاتينات.  يقدر عدد سكانها بـ 1,318 نسمة .